# لی جونگ هیوپ
لی جونگ هیوپ (انگلیسی: Lee Jung-hyup؛ زادهٔ ۲۴ ژوئن ۱۹۹۱) یک بازیکن فوتبال اهل کره جنوبی است.
وی همچنین در تیم ملی فوتبال کره جنوبی بازی کرده‌است.